# Стево Пендаровський
Стево Пендаровський (мак. Стево Пендаровски; нар. 3 квітня 1963, Скоп'є) — північномакедонський політик. Був кандидатом на президентських виборах 2014 від Соціал-демократичного союзу Македонії (зайняв друге місце), 5 травня 2019 обраний Президентом Північної Македонії.

## Освіта і академічна кар'єра
Отримав диплом бакалавра права Університету св. Кирила і Мефодія в 1987 році. Пізніше він здобув ступінь магістра і доктора в галузі політології в тому ж університеті.
З 2008 року є доцентом у галузі міжнародної безпеки, зовнішньої політики і глобалізації в Університеті «Американський коледж» у Скоп'є.

## Політична кар'єра
Помічник міністра у зв'язках з громадськістю в Міністерстві внутрішніх справ і начальник аналітичного та дослідницького відділу цього міністерства в 1998—2001 роках. Він став радником президента Бориса Трайковського з питань національної безпеки і зовнішньої політики з 2001 до його смерті у 2004. Після очолює Державну виборчу комісію (2004—2005). Радник президента Бранко Црвенковського з 2005 по 2009.